# Circulação fetal
Circulação fetal é o sistema circulatório dos fetos, especialmente dos fetos humanos.
A circulação fetal é bastante diferente da circulação após o nascimento, pois, no feto, a troca do gás carbônico pelo oxigênio na hemoglobina ocorre na placenta.
O sangue oxigenado vem da placenta pela veia umbilical, onde ele se divide em dois: parte vai para o fígado, e daí pera a circulação hepática, e outra parte, pelo duto venoso, vai até a veia cava inferior. Assim, vamos ter uma mistura do sangue oxigenado (vindo da veia umbilical) e do sangue pouco oxigenado no átrio direito (vindo da cava superior). O sangue rico em oxigênio passa do átrio direito para o átrio esquerdo através do forame oval (entre o septo interatrial).
Assim, temos no átrio esquerdo principalmente o sangue com alta saturação de oxigênio, misturado com pouco sangue com baixa saturação vindo das veias pulmonares. Este sangue passa ao ventrículo esquerdo, de onde é bombeado para a aorta; parte vai para a cabeça, coronárias e extremidades superiores. 
Enquanto outra parte, o sangue pouco oxigenado, que estava junto ao sangue oxigenado no átrio esquerdo, passa ao ventrículo direito, e então o tronco pulmonar. Entre a artéria pulmonar a aorta proximal, temos o duto arterioso, aonde este sangue passa e é distribuído para o resto do corpo, inclusive para a placenta.
Na circulação fetal, pelo fato do pulmão estar colabado, o fluxo pelas artérias pulmonares têm alta resistência, então tem dificuldade de passar sangue. Quando o bebe chora e respira pela primeira vez essa pressão e resistência cai drasticamente. Essa queda faz virar baixa resistência e baixa pressão. Assim, o fluxo que estava acontecendo da direita pra esquerda se inverte, e então a pressão e resistência da parte esquerda fica maior do que a da direita, e o fluxo do sangue tende ir da esquerda pra direita. Fisiologicamente, o fluxo não foi feito pra ir da esquerda pra direita, dessa forma as estruturas ducto arterioso e forame oval se fecham.[carece de fontes?]

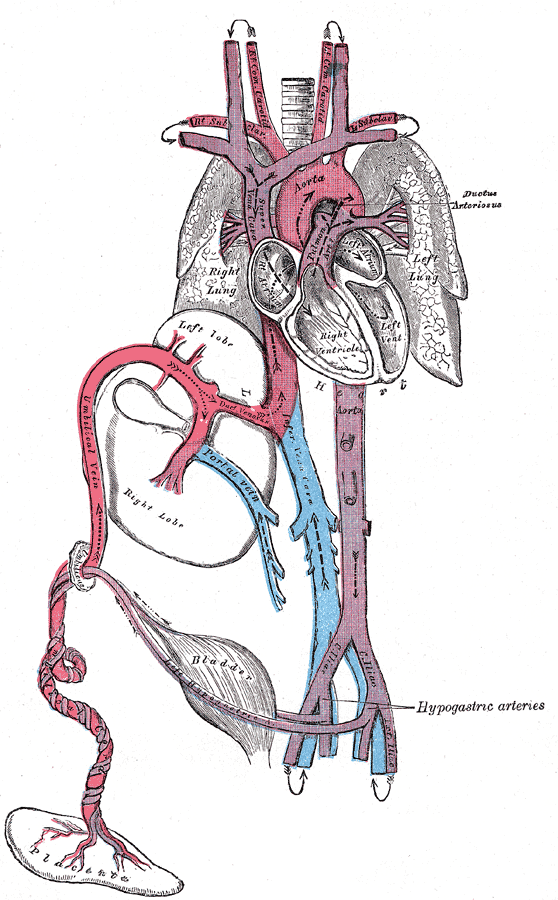
Circulação fetal
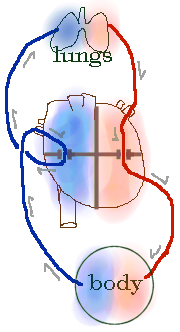
Circulação normal